# Via Duomo (Napoli)
Via Duomo è una strada del centro storico di Napoli, lunga circa 1200 metri, che parte dall'incrocio con via Marina, e incrociando corso Umberto I tramite piazza Nicola Amore, termina in via Foria.
Il suo nome deriva dalla presenza del Duomo di Napoli.

## Storia
Via Duomo è il cardo maior, il più lungo e grande degli antichi cardini cittadini. Per questo motivo, incrocia i tre Decumani principali: il Decumano maggiore, quello superiore (Via dell'Anticaglia) e quello inferiore (Spaccanapoli).

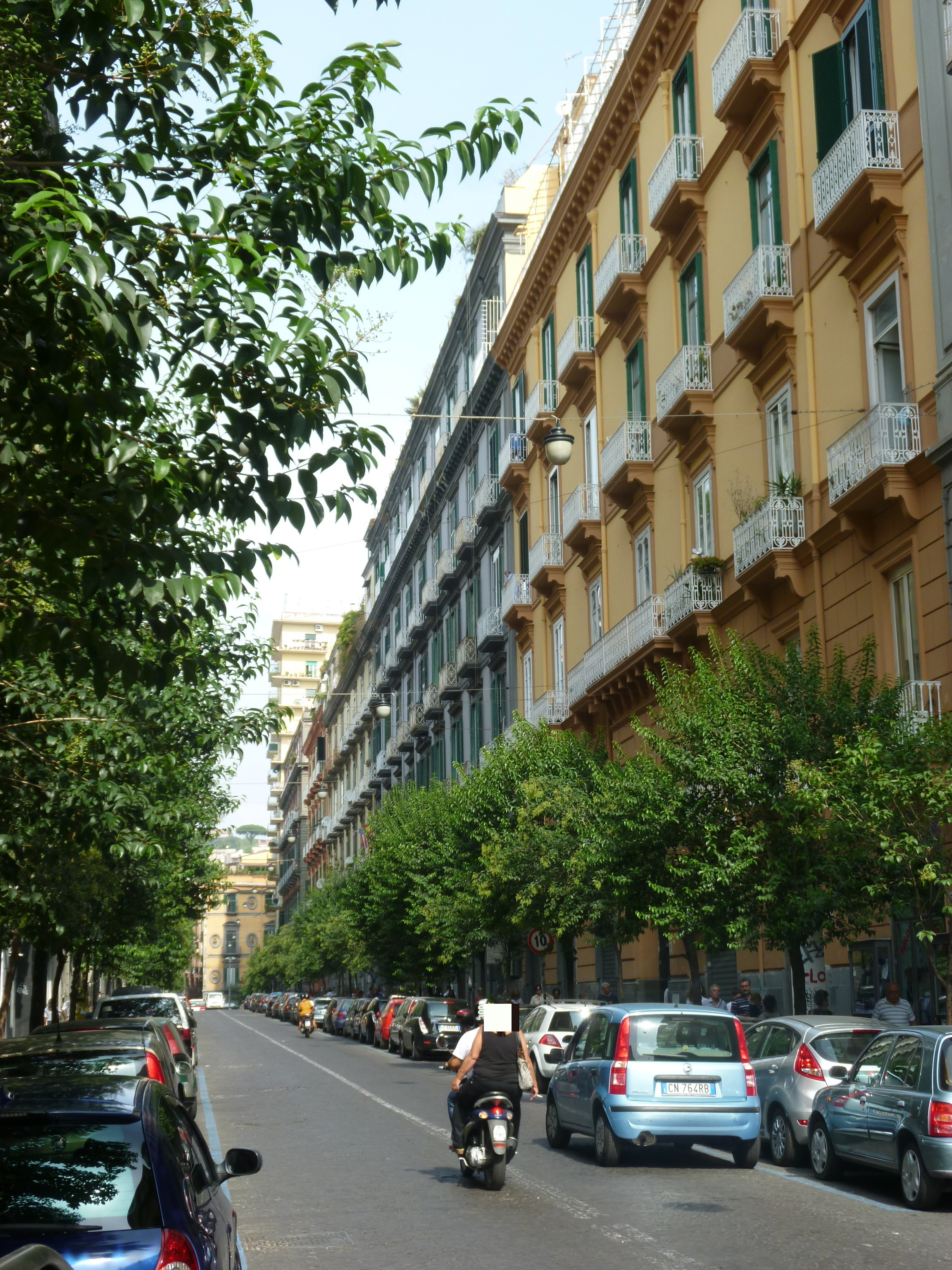
La strada verso via Foria

La strada tuttavia non ha avuto da sempre le odierne dimensioni, che ha ricevuto soltanto in epoca recente. Prima di questo intervento urbanistico era un comune vicolo simile ai tanti altri, che veniva chiamato vico del Tarì oppure vico del pozzo bianco fino al decumano superiore e da qui definito fino al Duomo vico Gurgite. Nel Medioevo veniva chiamata vicus radii solis (cioè strada del raggio di sole) in onore di Apollo che sotto la basilica di Santa Restituta aveva il proprio tempio.
Solo in età borbonica si progettò l'allargamento del vecchio cardine per creare un diretto collegamento nord-sud tra via Foria e via Marina. Nel 1853 Ferdinando II di Borbone approvò il tracciato proposto da Luigi Cangiano ed Antonio Francesconi, mentre si richiedevano notevoli modifiche al precedente progetto del 1839 elaborato da Federico Bausan e Luigi Giordano, che prevedeva il passaggio della strada nella zona retrostante il Duomo, poi abbandonato.

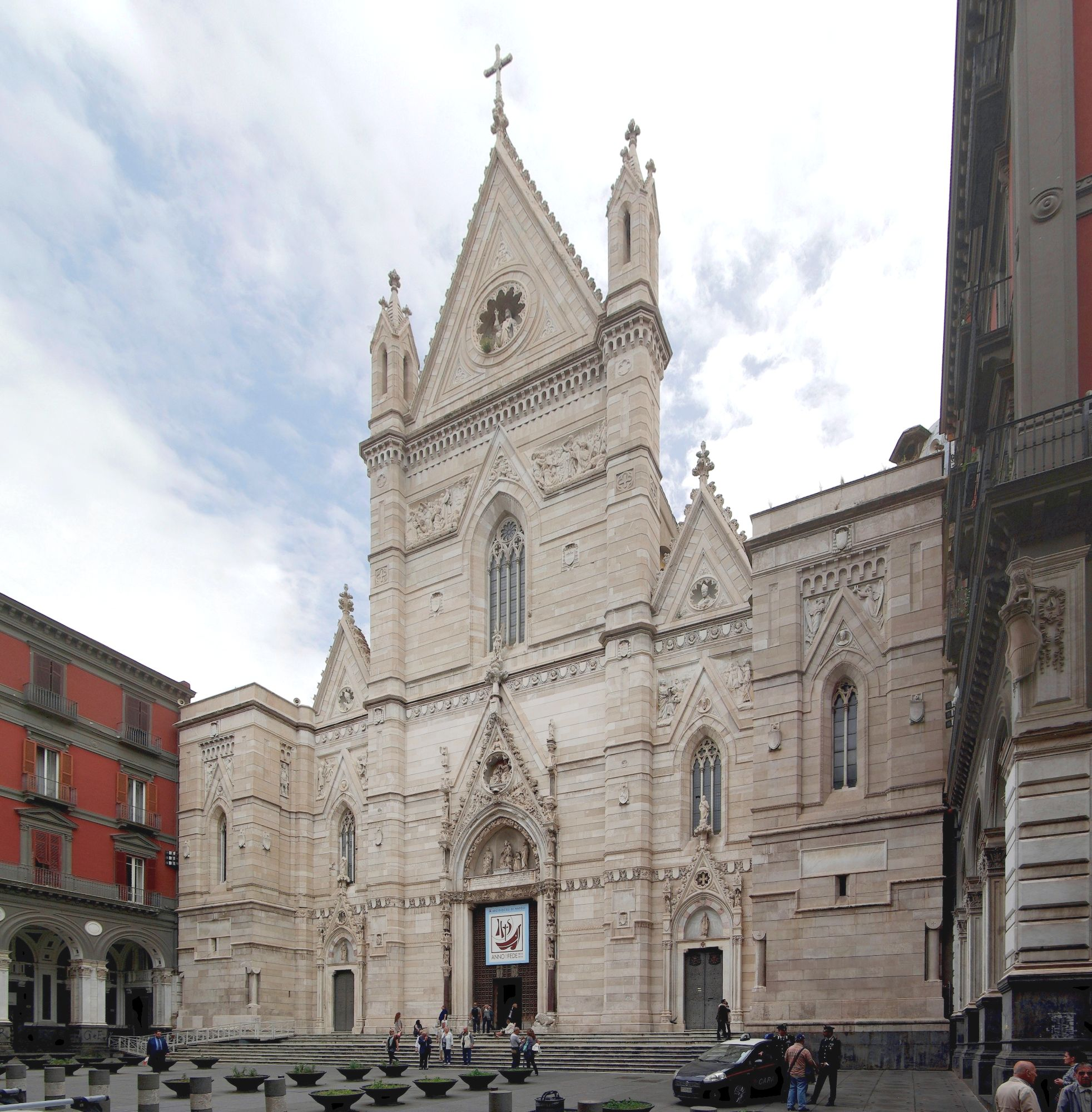
Il Duomo di Napoli (o Cattedrale), che dà il nome alla strada.

Nel 1860, Francesco II di Borbone stabiliva che la strada, portata a 60 palmi di larghezza, raggiungesse il vescovado e che la direzione fosse affidata a Cangiano e Francesconi; tuttavia, gli incalzanti avvenimenti politici ne impedirono l'esecuzione. Il progetto presentato nel 1853 fu confermato da Garibaldi, nel decreto edilizio che egli emanò il 18 ottobre 1860; in esso si prevedeva l'allargamento di uno dei cardini del tracciato greco, limitando l'intervento sul lato destro alle sole facciate dei preesistenti edifici (gli androni, le scale e i cortili conservano tuttora, infatti, l'originario aspetto).
Nel marzo del 1861 fu finalmente bandito l'appalto dei lavori, avviati nel successivo mese di giugno, che sarebbero durati fino al 1868 per il tratto fino al vescovado; il prolungamento sino a via San Biagio dei librai e via Vicaria Vecchia fu compiuto invece nel 1870, mentre per il collegamento con la Marina bisognò aspettare sino al 1880, quando fu demolita una navata e ricostruita la facciata della chiesa di San Giorgio Maggiore. Il completamento degli edifici, in questo tratto, sarà compreso nelle opere del Risanamento.
La strada ha addirittura assunto alla fine della prima guerra mondiale e per breve tempo il nome dell'allora presidente statunitense Woodrow Wilson.
Durante il periodo della giunta comunale presieduta da Rosa Russo Iervolino si è provveduto ad un rifacimento della pavimentazione, dei marciapiedi e dell'arredo urbano.
Dal settembre 2011 fino all'estate del 2013 il tratto di strada antistante il Duomo è stato chiuso al traffico privato divenendo una corsia preferenziale ad uso esclusivo dei mezzi pubblici e dei residenti nel tratto interessato (mediante attivazione di telecamere), mentre un anno dopo, all'altezza di piazza del museo Filangieri, è stato attivato uno dei varchi elettronici della ZTL del centro antico, anch'esso mediante telecamere. Questi interventi hanno avuto come fine la progressiva diminuzione del traffico automobilistico nell'ottica di riqualificare l'importante percorso turistico.
Nel 2019 ha avuto inizio un radicale intervento di riqualificazione della strada nel tratto dall'angolo con via S.Biagio dei Librai fino a via Foria, finanziato con fondi europei, che ha comportato l'allargamento dei marciapiedi ed un conseguente restringimento della carreggiata, con la sostituzione dei preesistenti cubetti di porfido con basolato in pietra lavica. I lavori sono stati completati alla fine del 2020.

## Descrizione

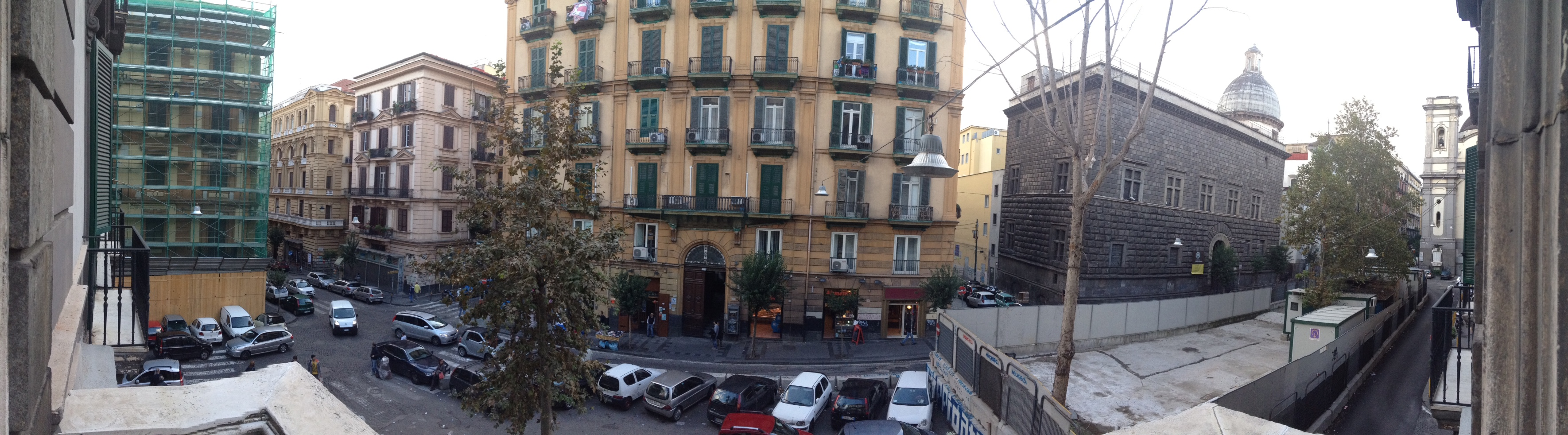
Scorcio di piazza Museo Filangieri. Sulla destra si vede il palazzo Cuomo

La strada può essere descritta e percorsa in salita, partendo dalla zona portuale vicino al molo Carlo Pisacane dove c'è l'incrocio con via Marina verso via Foria.
Lungo il percorso si possono ammirare importanti palazzi, molti dei quali appartenuti ad importanti famiglie nobili, la cui storia percorre i secoli delle tradizioni napoletane. 
In piazza Nicola Amore, si trova la stazione della metropolitana progettata dal famoso architetto Fuksas.
Successivamente, in piazza Museo Filangieri, si trova palazzo De Bellis e lo storico palazzo Como (oppure Cuomo), sede del museo civico Gaetano Filangieri.
Importanti le chiese di San Severo al Pendino e quella di San Giorgio Maggiore, sorta sulla pianta di un'antica basilica di cui conserva ancora visibili molti elementi architettonici. 
Subito dopo percorrendo la strada ancora in salita, si incrocia il percorso detto di Spaccanapoli (un lungo tragitto che parte dal rione della Pignasecca fino alle spalle di Castel Capuano), ossia si giunge all'incrocio tra via Duomo con via San Biagio dei Librai a sinistra e via Vicaria Vecchia a destra. Una volta percorsa quest'ultima strada porta direttamente in via Forcella e all'omonimo rione. All'incrocio, tra via Duomo e Spaccanapoli, si trova una piazzatta con l'omonima chiesa di S. Francesco d’Assisi, popolarmente conosciuta come chiesa delle Crocelle ai Mannesi, costruzione in una combinazione tipicamente eclettica che fu edificata per i padri Crociferi e progettata dall'architetto Filippo Botta secondo uno schema a impianto rettangolare e navata unica (detta anche hallenkirche o chiesa a sala) elevata rispetto al piano stradale, per poter ricavare nel piano terra magazzini accessibili da via Duomo. La chiesa di S. Francesco d'Assisi fu costruita sopra la chiesa di Santa Maria di Porta Coeli, nome che oggi è attribuito al Palazzo del civico 219, posseduto anche dalla famiglia Corvi o Corvo e ospita una della molteplici sedi della più antica Scuola di sinologia e orientalistica del continente europeo detta "L'Orientale" dell'Università Federico II di Napoli (la più antica università laica e statale del mondo).   
Di fronte al prospetto laterale della chiesa di S. Francesco d'Assisi, sulla sinistra, si trova il palazzo nobiliare col portale recante lo stemma della famiglia Corvi, esempio di una tipica facciata di palazzo nobiliare urbano ottocentesco, partita orizzontalmente dal basso verso l'alto in parte basamentale (con botteghe e un ammezzato), sovrastata dai piani nobili. 
Salendo ancora, si incrocia via dei Tribunali, alla sinistra si trovano le vie dell'antico centro greco-romano con a destra l'estensione della città oltre le mura antiche. 
Importantissima la "cattedrale metropolitana di Santa Maria Assunta", ossia il Duomo di Napoli, che ingloba al suo interno la basilica di Santa Restituta (col battistero più antico d'Occidente) e la reale cappella del Tesoro di san Gennaro (con le reliquie del santo patrono della città). Il Duomo è situato a metà del percorso dell'intera strada, con la facciata arretrata rispetto agli altri edifici su uno spazio chiamato Piazzetta della Guglia Del Duomo. Sul lato opposto della strada, ossia di fronte al Duomo, è situata la preziosa quadreria dei Girolamini che ha sede nel chiostro della chiesa omonima. 
Al civ. 152, quasi di fronte al Duomo e adiacente al convento dei Girolamini, si trova il monumentale palazzo Miradois, il cui vestibolo ingloba le volte a crociera della tardo medioevale chiesa di San Stefanello. Dalla corte del Palazzo si scorge il pregevole corpo scala barocco. 
Proseguendo il percorso in salita, dal porto verso via Foria e piazza Cavour, s'incrocia il decumano superiore (via Anticaglia, via San Giuseppe dei Ruffi e via Donnaregina): presso questo incrocio è visibile a sinistra la chiesa di San Giuseppe dei Ruffi e l'omonima piazzetta, mentre svoltando a destra sono raggiungibili il museo diocesano di Napoli all'interno della chiesa di Santa Maria Donnaregina Nuova e il palazzo arcivescovile.
Non è da dimenticare il civico 45, dove Libero Bovio visse e morì; dal 1992 campeggia sulla facciata del palazzo una targa in ricordo del grande poeta.
Il percorso di Via Duomo termina in via Foria, dalla quale andando verso sinistra si accede direttamente a piazza Cavour.
Via Duomo oggi è ricca di botteghe e negozi. Famose sono le sartorie per abiti da sposa che qui raccolgono l'eredità dell'antica arte sartoriale napoletana.

## Edifici di rilevanza storica e architettonica
- Metropolitana di Napoli, stazione Duomo (progettata dallo Studio Fuksas)
- I "Quattro Palazzi" in piazza Nicola Amore
- Palazzo della Grande loggia civico 214
- Palazzo Cuomo o Como, sede del museo civico Gaetano Filangieri
- Palazzo De Bellis
- Palazzo Dentice d'Accadia al civico 255
- Chiesa di San Severo al Pendino
- Chiesa di San Giorgio Maggiore
- Chiesa di S. Francesco d’Assisi, popolarmente detta "delle Crocelle ai Mannesi"
- Palazzo di Santa Maria di Porta Coeli, sede universitaria della Scuola "L'Orientale", dell'Università degli Studi Federico II di Napoli
- Palazzo Persico al civico 222
- Palazzo al civico 228
- Duomo di Napoli o "cattedrale metropolitana di Santa Maria Assunta"
- Basilica di Santa Restituta, interna al Duomo di Napoli
- La reale cappella del Tesoro di san Gennaro, interna al Duomo di Napoli
- Palazzo Corvi o Corvo, abitazione della famiglia di Nicola Corvo drammaturgo e librettista Agasippo Mercotellis, secondo Benedetto Croce
- Quadreria dei Girolamini
- Palazzo Miradois, che ha inglobato la chiesa medievale di San Stefanello
- Chiesa di San Giuseppe dei Ruffi
- Palazzo della nobile famiglia Maresca al civico 50
- Palazzo civico 45, casa del poeta Libero Bovio